# Rañadoiro

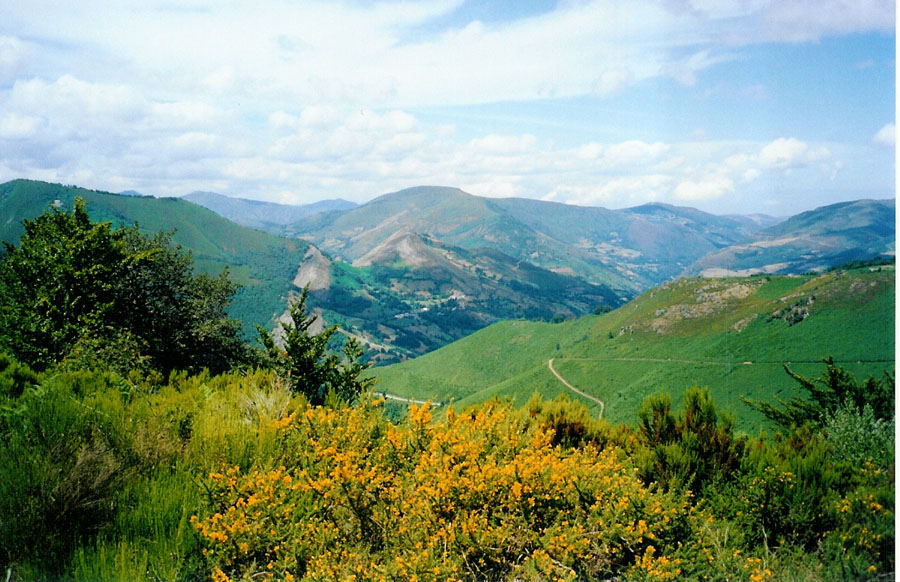
Vista desde el alto del Rañadoiro / Valle de Rengos.

Rañadoiro es una sierra montañosa del Principado de Asturias, España, situada en el concejo de Cangas del Narcea. Está incluida dentro del parque natural de las Fuentes del Narcea y del Ibias, y próximo a la reserva de la biosfera del monte de Muniellos. Se encuentra en la zona conocida como puerta de Asturias. En enero de 2010 se abrió el túnel del Rañadoiro que forma parte de la futura autovía Oviedo-Ponferrada y que abre una nueva puerta de Asturias a la meseta y viceversa y se ha liberado para su disfrute un puerto de gran belleza para la práctica del ciclismo o del paseo.
Es un gran paso adelante para los concejos de Tineo, Allande, Cangas del Narcea, Ibias, Degaña, Páramo del Sil, Villablino y el Bierzo. En Degaña, la empresa minera Hullas del Coto Cortes (perteneciente al grupo empresarial Vitorino Alonso) está construyendo el mayor túnel minero de España para sacar carbón de las capas profundas de la montaña. 

## Enlaces
- Concejo de Cangas del Narcea